# Пассендале
Пассендале (нидерл. Passendale) — посёлок в Бельгии, в провинции Западная Фландрия. С 1977 года входит в состав муниципалитета Зоннебеке.

## История

### Первая Мировая война
В 1917 году в окрестностях посёлка произошло одно из самых крупных сражений Первой мировой войны между союзными (под британским командованием) и германскими войсками.
Сейчас на территории посёлка расположено несколько военных мемориалов и кладбищ, в том числе британское военное кладбище Тайн-Кот (англ. Tyne Cot Cemetery) — самое большое британское военное кладбище на европейском континенте.
Через переводы английской военной литературы в русском языке получило распространение название деревни «Пашендейль», которое, однако, никак не соответствует нидерландскому произношению топонима и правилам нидерландско-русской практической транскрипции.